# 長者町站
長者町站（日语：／ Chōjamachi eki */?）是位於千葉縣夷隅市岬町長者81號，東日本旅客鐵道（JR東日本）的外房線車站。
東浪見站至此站之間為雙線區間，此站至御宿站之間為單線區間。

## 歷史
- 1899年（明治32年）12月13日：房總鐵道車站啟用[1]。為旅客和貨物車站。
- 1907年（明治40年）9月1日：房總鐵道被國有化（日语：鉄道国有法），成為帝國鐵道廳車站[1]。
- 1962年（昭和37年）10月1日：結束貨物起卸業務。
- 1987年（昭和62年）4月1日：伴隨國鐵分割民營化，車站由東日本旅客鐵道（JR東日本）營運[1]。
- 1995年（平成7年）：東浪見站至此站之間雙線化。
- 2004年（平成16年）10月16日：此站可以使用IC卡「Suica」[2]。成為東京近郊區間區域內[2]。

## 車站構造

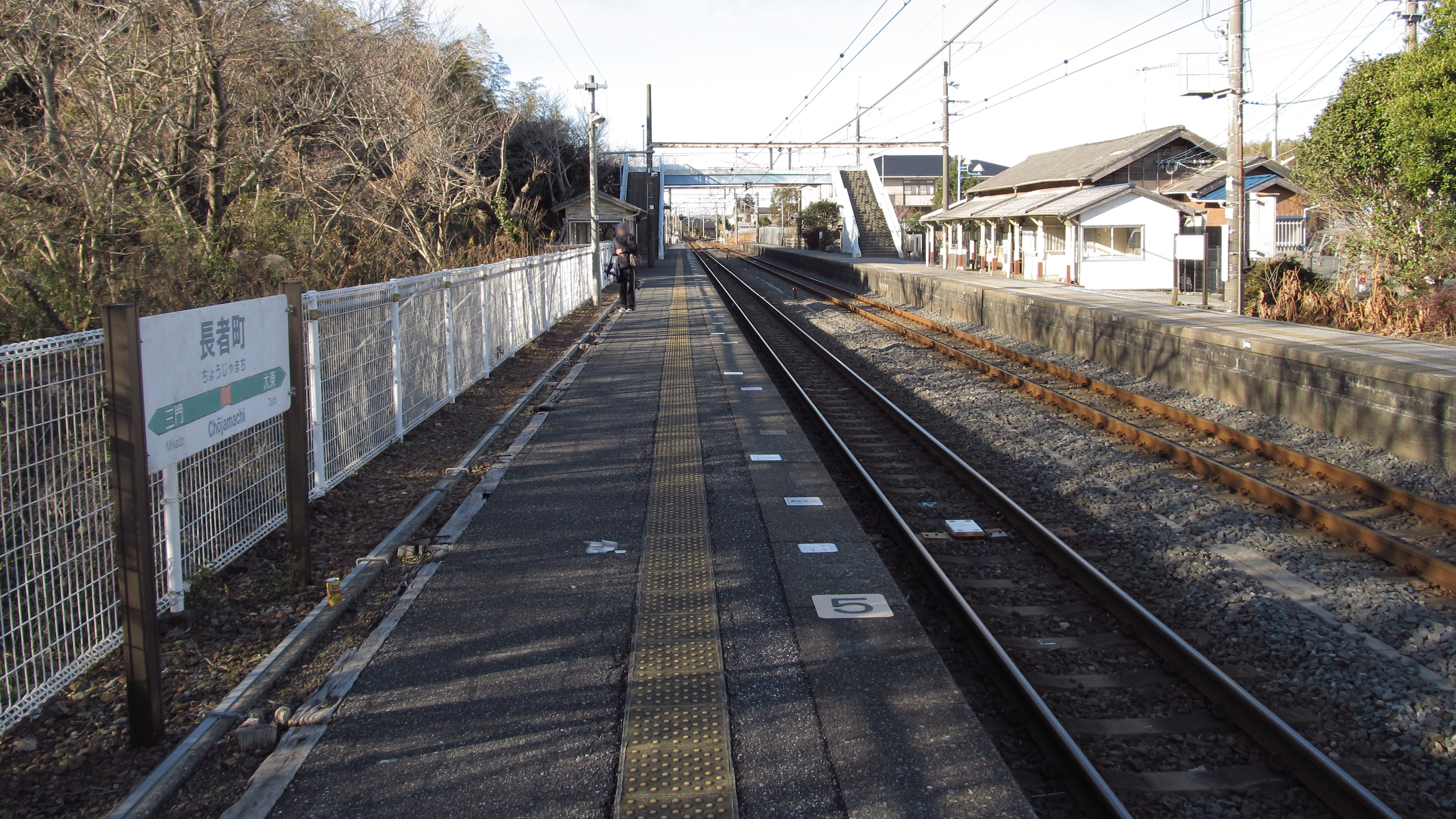
月台（2014年1月10日）

此站是地面車站，設有2面2線的相對式月台。月台沒有提高高度。兩月台之間設有跨線橋連接。
此站是由茂原站管理的業務委託車站，委托JR東日本車站服務負責車站業務。此站設有自動售票機和簡易Suica閘機。
在2010年（平成22年）2月10日起，引入了外房線PRC型自動廣播系統。

### 月台
| 月台 | 路線    | 上下行 | 方向                     |
| ---- | ------- | ------ | ------------------------ |
| 1    | ■外房線 | 下行   | 大原、勝浦、安房鴨川方向 |
| 2    | ■外房線 | 上行   | 茂原、千葉方向           |

參考
- 月台可容納11卡車廂。

## 使用狀況
在2019年（令和元年）度1日平均乘車人次為334人，以下為乘車人次變化列表：
| 乘車人次變化       | 乘車人次變化     | 乘車人次變化 |
| 年度               | 1日平均 乘車人次 | 參考資料     |
| ------------------ | ---------------- | ------------ |
| 1990年（平成02年） | 690              | [ * 1 ]      |
| 1991年（平成03年） | 709              | [ * 2 ]      |
| 1992年（平成04年） | 727              | [ * 3 ]      |
| 1993年（平成05年） | 704              | [ * 4 ]      |
| 1994年（平成06年） | 669              | [ * 5 ]      |
| 1995年（平成07年） | 672              | [ * 6 ]      |
| 1996年（平成08年） | 667              | [ * 7 ]      |
| 1997年（平成09年） | 674              | [ * 8 ]      |
| 1998年（平成10年） | 708              | [ * 9 ]      |
| 1999年（平成11年） | 684              | [ * 10 ]     |
| 2000年（平成12年） | 654              | [ * 11 ]     |
| 2001年（平成13年） | 644              | [ * 12 ]     |
| 2002年（平成14年） | 633              | [ * 13 ]     |
| 2003年（平成15年） | 639              | [ * 14 ]     |
| 2004年（平成16年） | 635              | [ * 15 ]     |
| 2005年（平成17年） | 622              | [ * 16 ]     |
| 2006年（平成18年） | 653              | [ * 17 ]     |
| 2007年（平成19年） | 642              | [ * 18 ]     |
| 2008年（平成20年） | 632              | [ * 19 ]     |
| 2009年（平成21年） | 614              | [ * 20 ]     |
| 2010年（平成22年） | 584              | [ * 21 ]     |
| 2011年（平成23年） | 578              | [ * 22 ]     |
| 2012年（平成24年） | 576              | [ * 23 ]     |
| 2013年（平成25年） | 553              | [ * 24 ]     |
| 2014年（平成26年） | 494              | [ * 25 ]     |
| 2015年（平成27年） | 421              | [ * 26 ]     |
| 2016年（平成28年） | 402              | [ * 27 ]     |
| 2017年（平成29年） | 357              | [ * 28 ]     |
| 2018年（平成30年） | 341              | [ * 29 ]     |
| 2019年（令和元年） | 334              |              |

## 車站周邊

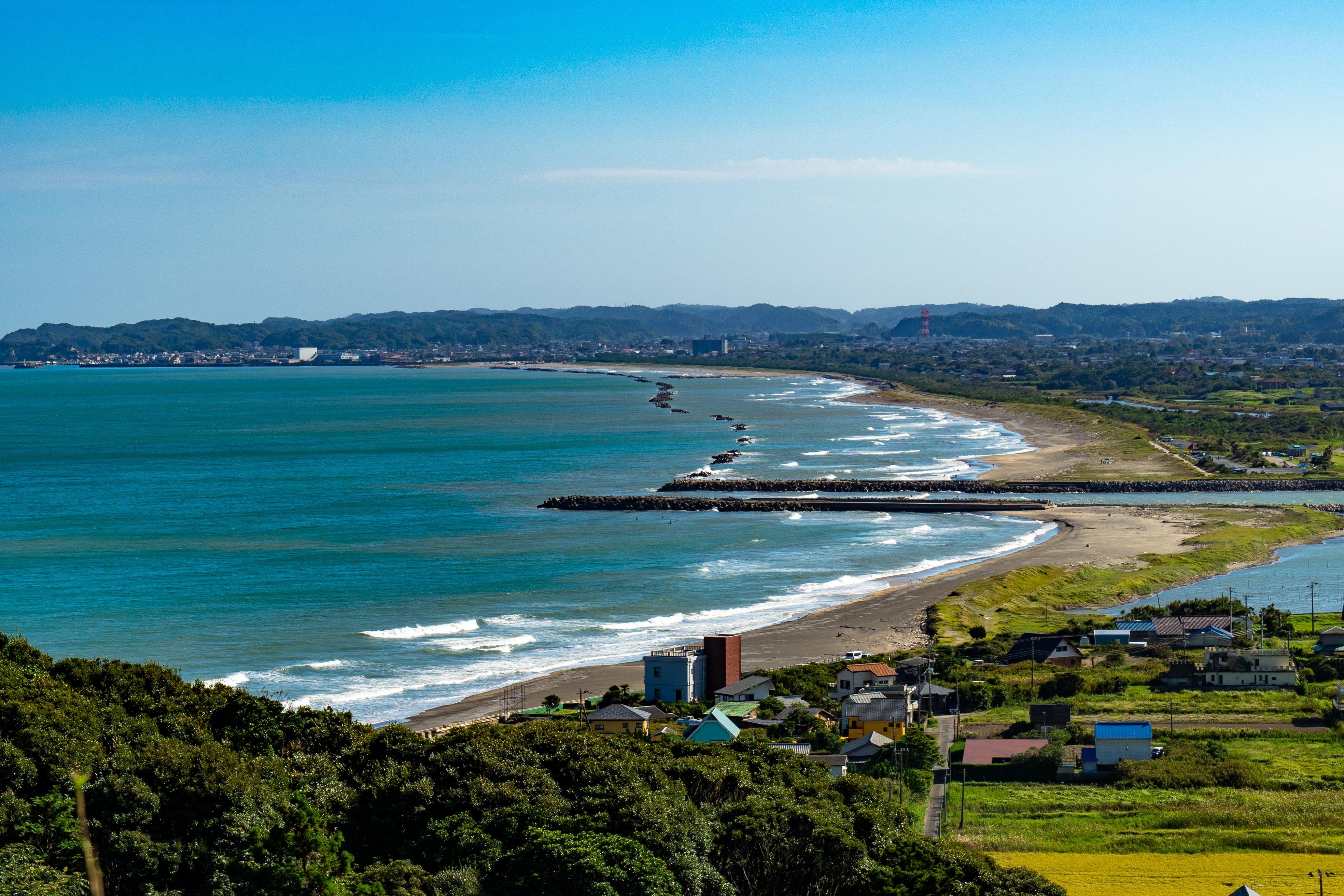
和泉浦海岸（太東埼燈塔附近）

- 國道128號（日语：国道128号）（外房黑潮線）
- 千葉縣道152號一宮椎木長者線（日语：千葉県道152号一宮椎木長者線）
- 千葉縣道154號夷隅長者線（日语：千葉県道154号夷隅長者線）
- 夷隅市政廳岬廳舍（舊·岬町（日语：岬町 (千葉県)）公所）
- 岬親睦會館文化中心
- 夷隅市岬公民館、運動場
- 舊 千葉縣立岬高等學校（日语：千葉県立岬高等学校）（現大原高校園藝實習場）
- 夷隅市立長者小學
- 夷隅市立中根小學
- 夷隅市立長者保育所
- 夷隅警署（日语：いすみ警察署）中瀧駐在所
- JA夷隅（日语：JAいすみ）中根分所
- 夷隅市B&G海洋中心（日语：ブルーシー・アンド・グリーンランド財団）
- 岬郵局
- 千葉銀行長者分店
- 房總信用組合（日语：房総信用組合）岬分店
- 米利Heart&Green（日语：コメリ）夷隅岬店
- K's電機（日语：ケーズホールディングス）夷隅店
- 和泉浦海岸
- 長者兒童遊園

## 巴士路線
| 乘車處   | 系統               | 主要途經                                     | 目的地         | 巴士公司     | 備註 |
| -------- | ------------------ | -------------------------------------------- | -------------- | ------------ | ---- |
| 長者町站 | 市內循環線（內回） | 太東站、市政廳夷隅支廳前、國吉站入口、大原站 | 市政廳大原廳舍 | 夷隅市民巴士 |      |
| 長者町站 | 市內循環線（外回） | 三門站入口、古日在、大原站                   | 市政廳大原廳舍 | 夷隅市民巴士 |      |

- 巴士站位於站前迴旋路上。

## 相鄰車站
東日本旅客鐵道（JR東日本）
■外房線
■通勤快速、■快速、■普通（各站停車）
太東－長者町－三門

## 注腳

### 使用狀況
1. ↑  千葉縣統計年鑑 （页面存档备份，存于）（日語） - 千葉縣

JR東日本2000年度以後的乘車人次
1. ↑  各駅の乗車人員（2000年度） （页面存档备份，存于）（日語） - JR東日本
2. ↑  各駅の乗車人員（2001年度） （页面存档备份，存于）（日語） - JR東日本
3. ↑  各駅の乗車人員（2002年度） （页面存档备份，存于）（日語） - JR東日本
4. ↑  各駅の乗車人員（2003年度） （页面存档备份，存于）（日語） - JR東日本
5. ↑  各駅の乗車人員（2004年度） （页面存档备份，存于）（日語） - JR東日本
6. ↑  各駅の乗車人員（2005年度） （页面存档备份，存于）（日語） - JR東日本
7. ↑  各駅の乗車人員（2006年度） （页面存档备份，存于）（日語） - JR東日本
8. ↑  各駅の乗車人員（2007年度） （页面存档备份，存于）（日語） - JR東日本
9. ↑  各駅の乗車人員（2008年度） （页面存档备份，存于）（日語） - JR東日本
10. ↑  各駅の乗車人員（2009年度） （页面存档备份，存于）（日語） - JR東日本
11. ↑  各駅の乗車人員（2010年度） （页面存档备份，存于）（日語） - JR東日本
12. ↑  各駅の乗車人員（2011年度） （页面存档备份，存于）（日語） - JR東日本
13. ↑  各駅の乗車人員（2012年度） （页面存档备份，存于）（日語） - JR東日本
14. ↑  各駅の乗車人員（2013年度） （页面存档备份，存于）（日語） - JR東日本
15. ↑  各駅の乗車人員（2014年度） （页面存档备份，存于）（日語） - JR東日本
16. ↑  各駅の乗車人員（2015年度） （页面存档备份，存于）（日語） - JR東日本
17. ↑  各駅の乗車人員（2016年度） （页面存档备份，存于）（日語） - JR東日本
18. ↑  各駅の乗車人員（2017年度） （页面存档备份，存于）（日語） - JR東日本
19. ↑  各駅の乗車人員（2018年度） （页面存档备份，存于）（日語） - JR東日本
20. ↑  各駅の乗車人員（2019年度） （页面存档备份，存于）（日語） - JR東日本

千葉縣統計年鑑
1. ↑  千葉縣統計年鑑（平成3年） （页面存档备份，存于）（日語）
2. ↑  千葉縣統計年鑑（平成4年） （页面存档备份，存于）（日語）
3. ↑  千葉縣統計年鑑（平成5年） （页面存档备份，存于）（日語）
4. ↑  千葉縣統計年鑑（平成6年） （页面存档备份，存于）（日語）
5. ↑  千葉縣統計年鑑（平成7年） （页面存档备份，存于）（日語）
6. ↑  千葉縣統計年鑑（平成8年） （页面存档备份，存于）（日語）
7. ↑  千葉縣統計年鑑（平成9年） （页面存档备份，存于）（日語）
8. ↑  千葉縣統計年鑑（平成10年） （页面存档备份，存于）（日語）
9. ↑  千葉縣統計年鑑（平成11年） （页面存档备份，存于）（日語）
10. ↑  千葉縣統計年鑑（平成12年） （页面存档备份，存于）（日語）
11. ↑  千葉縣統計年鑑（平成13年） （页面存档备份，存于）（日語）
12. ↑  千葉縣統計年鑑（平成14年） （页面存档备份，存于）（日語）
13. ↑  千葉縣統計年鑑（平成15年） （页面存档备份，存于）（日語）
14. ↑  千葉縣統計年鑑（平成16年） （页面存档备份，存于）（日語）
15. ↑  千葉縣統計年鑑（平成17年） （页面存档备份，存于）（日語）
16. ↑  千葉縣統計年鑑（平成18年） （页面存档备份，存于）（日語）
17. ↑  千葉縣統計年鑑（平成19年） （页面存档备份，存于）（日語）
18. ↑  千葉縣統計年鑑（平成20年） （页面存档备份，存于）（日語）
19. ↑  千葉縣統計年鑑（平成21年） （页面存档备份，存于）（日語）
20. ↑  千葉縣統計年鑑（平成22年） （页面存档备份，存于）（日語）
21. ↑  千葉縣統計年鑑（平成23年） （页面存档备份，存于）（日語）
22. ↑  千葉縣統計年鑑（平成24年） （页面存档备份，存于）（日語）
23. ↑  千葉縣統計年鑑（平成25年） （页面存档备份，存于）（日語）
24. ↑  千葉縣統計年鑑（平成26年） （页面存档备份，存于）（日語）
25. ↑  千葉縣統計年鑑（平成27年） （页面存档备份，存于）（日語）
26. ↑  千葉縣統計年鑑（平成28年） （页面存档备份，存于）（日語）
27. ↑  千葉縣統計年鑑（平成29年） （页面存档备份，存于）（日語）
28. ↑  千葉縣統計年鑑（平成30年） （页面存档备份，存于）（日語）
29. ↑  千葉縣統計年鑑（令和元年） （页面存档备份，存于）（日語）

## 外部連結
- 車站資訊（長者町）：東日本旅客鐵道（日語）